# Bernauer Géza
Bernauer Géza (Budapest, 1874. szeptember 13. – Budapest, 1945. január 15.) gépész-, elektromos mérnök, gyárigazgató. Az Ericsson Magyar Villamossági Rt. volt igazgatója.

## Élete
Szülei Bernauer Mór és Pessel (Pessl) Katalin. A budapesti Műegyetemen szerzett gépészmérnöki diplomát. Az Ericsson Magyar Villamossági Rt.-nek alapítástól (1911) munkatársa. Kezdetben az egyik újonnan épült, gyengeáramú tömegcikket gyártó gyártelepének igazgatója volt. Az 1920-as évek közepétől már az Rt. ügyvezető igazgatója lett, amely az akkori Magyarország egyik legnagyobb és meghatározó híradástechnikai és elektronikai gyára volt. Igazgatói pozíciója akkor szűnt meg, amikor az Ericsson eladta magyarországi gyárát (1937). Egy ideig tagja volt a Magyar Elektrotechnikai Egyesület választmányának. A zsidóüldözések idején, svéd állampolgárságának köszönhetően, mentességet élvezett. Halálát Budapest ostromakor egy, a budai villájába becsapódó gránát okozta. Felesége Kuhn Hedvig Viktória volt.
Hét testvére közül közismert még: Bernauer Izidor, gázgyár igazgató; Bernauer Zsigmond, ismert szabadalmi ügyvivő.